# Wammentrappe
Die Wammentrappe (Ardeotis australis), zuweilen auch Australische Trappe genannt, ist eine hauptsächlich in Australien vorkommende Vogelart aus der Familie der Trappen (Otididae).

## Merkmale
Wammentrappen erreichen eine Höhe von bis zu 1,2 Metern, eine Flügelspannweite bis zu 2,3 Metern und ein Gewicht zwischen 2,8 und 8,2 Kilogramm, wobei die Männchen wesentlich schwerer als die Weibchen sind. Die Gefiederfärbung der Oberseite ist braun, die Krone schwarzbraun und der lange Hals hellgrau. Die Federn der Flügel sind dunkelbraun und weiß gesprenkelt. Diese Sprenkelung kommt erst im Flug voll zur Geltung. Die Geschlechter sind im Aussehen ähnlich, die kleineren Weibchen jedoch etwas heller gefärbt. Auf der weißlichen Unterseite hebt sich ein dünnes schwarzes Federnband zwischen Brust und Bauch ab. Die Iris ist hellgelb, der Schnabel weißlich. Die langen Beine sind gelb bis cremefarben und unbefiedert. Bei den Hähnen ist der Hals während der Balzzeit verdickt und wird durch einen zusätzlichen Kehlsack vergrößert.

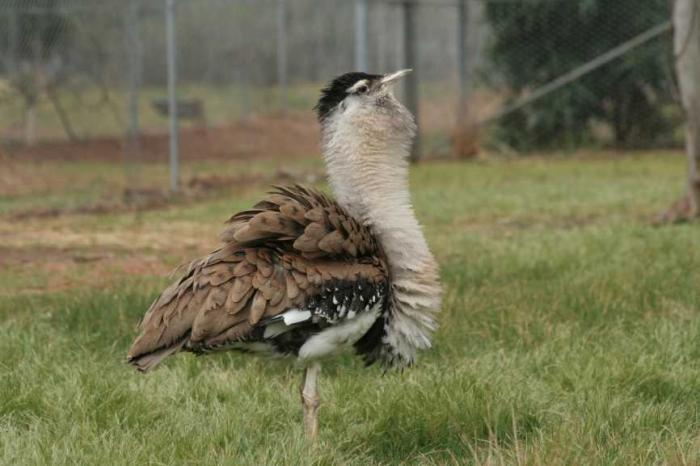
Balzendes Männchen
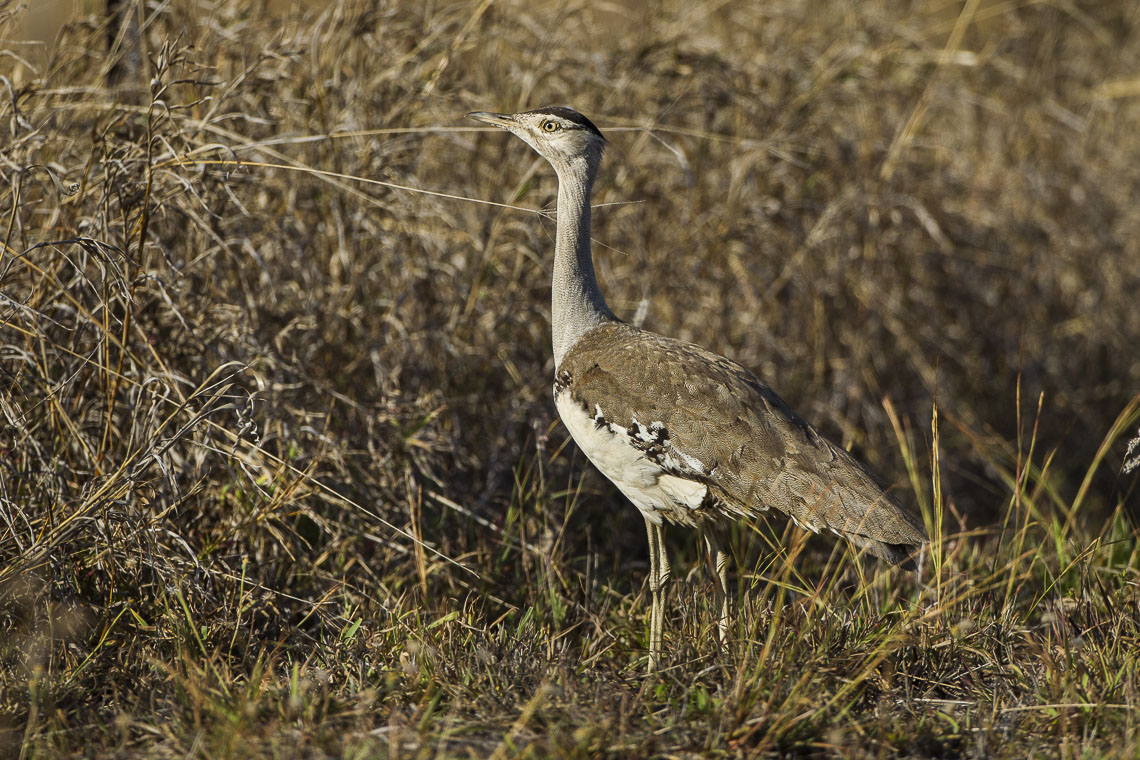
Weibchen
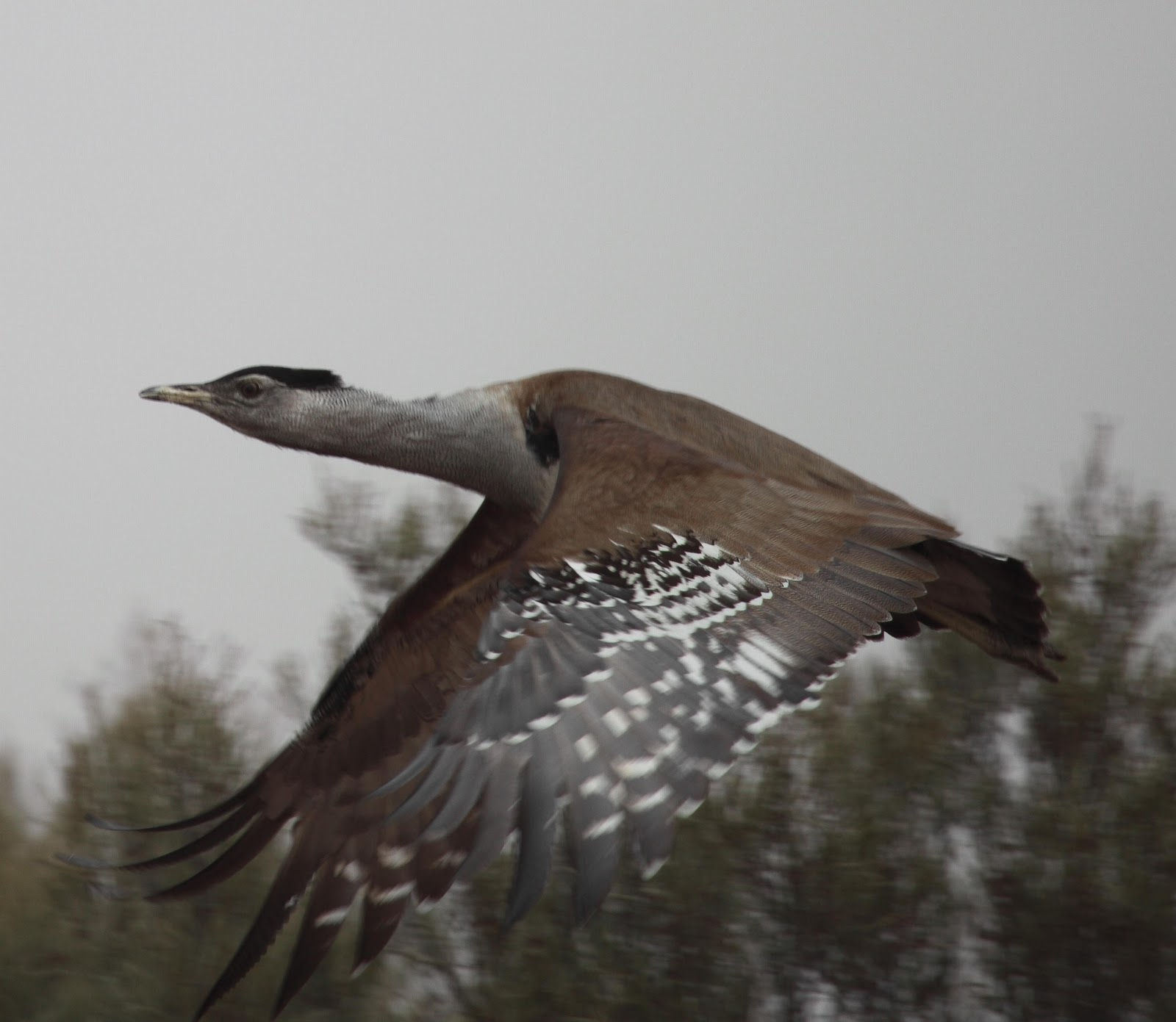
Wammentrappe im Flug

## Verbreitung, Unterarten und Lebensraum
Das Verbreitungsgebiet der Art umfasst bis auf den äußersten Südosten den gesamten australischen Kontinent und erstreckt sich auch auf südliche Teile von Papua-Neuguinea und Indonesien. Bevorzugter Lebensraum sind offene Graslandschaften und Steppen. Zuweilen besuchen die Vögel Golfplätze und Weideland. Unterarten werden nicht geführt.

## Lebensweise
Wammentrappen leben meist in kleinen Gruppen und sind bedingt standorttreu. Bei Nahrungsmangel wechseln sie jedoch ihren Standort und fliegen in Gebiete, in denen es reichlich Nahrung gibt. Als gute Flieger können sie auch weite Strecken zurücklegen. Die Trappe ist ein Allesfresser, der hauptsächlich Früchte oder Samen verzehrt. Wirbellose wie Grillen und Heuschrecken sowie kleine Säugetiere, Vögel und Reptilien ergänzen das Nahrungsspektrum. Sofern in einer Region eine Heuschreckenplage herrscht, finden sich die Vögel ein, um so leicht an Nahrung zu gelangen.
Während der Brutzeit schließen sich größere Gruppen zusammen. Die Balz der Männchen mit dem ballonartig aufgeblasen Kehlsack wird mit tiefen kollernden Geräuschen unterstützt. Das Männchen mit dem ausdrucksstärksten Imponiergehabe vertreibt die Konkurrenten, sodass es selten zu physischen Kämpfen kommt. Nach der Paarung legt das Weibchen ein bis zwei Eier auf den Erdboden. Ein Nest wird nicht gebaut. Es wird lediglich eine möglichst schlecht einsehbare Stelle gewählt. Die Eier haben eine olivbraune oder olivgrüne Farbe und eine Größe von 75 × 55 Millimetern. Das Weibchen brütet alleine. Als Nestflüchter verlässt das Küken nach dem Schlüpfen seinen Geburtsplatz und folgt der Mutter zur Nahrungssuche.
Neben invasiven Säugetierarten tritt die Schwarzbrustweih (Hamirostra melanosternon) als Fressfeind auf, die die relativ großen Vogeleier raubt und mit Steinen bewirft, um die harte Schale aufzubrechen.

## Gefährdung

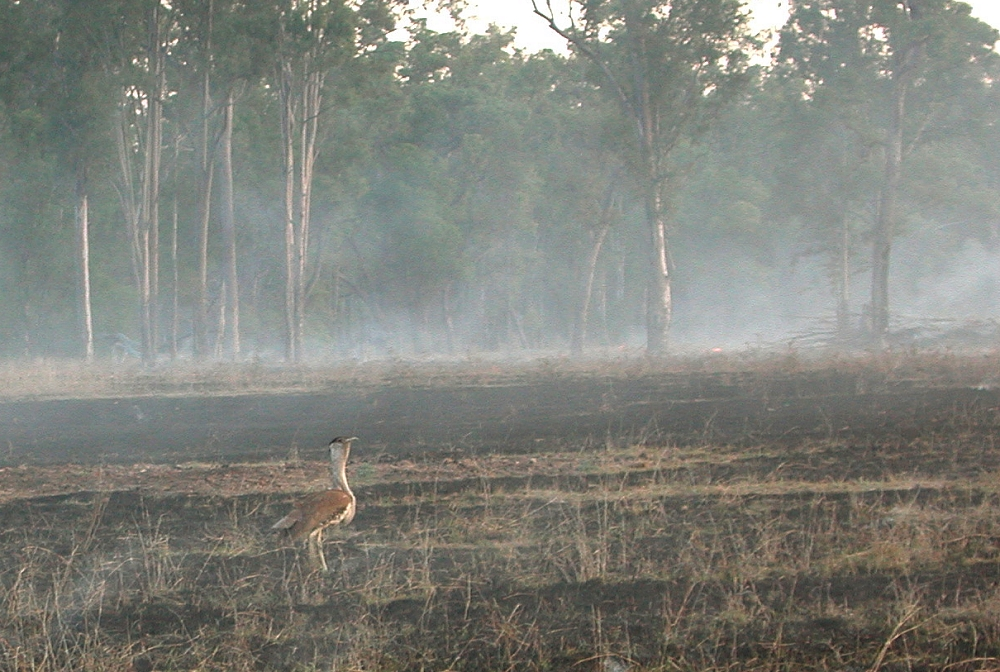
Wammentrappe am Rande eines Buschfeuers

Obwohl die Bestände der Wammentrappe im Rückgang begriffen sind, wird die Art von der Weltnaturschutzorganisation IUCN als „least concern = nicht gefährdet“ geführt.
Demgegenüber wird die Art in Victoria als gefährdet, in South Australia und New South Wales als stark gefährdet eingestuft. Lediglich in Queensland ist sie nicht gefährdet.
Ursprünglich waren die Wammentrappen in Australien häufig, wurden von den Aborigines bejagt und dienten als willkommene Nahrungsquelle. Inzwischen stehen die Vögel unter Schutz. Nach der Kolonisation des Kontinents wurden viele ihrer Lebensräume in Weideflächen umgewandelt und die dort angesiedelten Weidetiere zerstörten durch Trittschäden zuweilen die Gelege. Invasive Säugetiere wie Füchse, Schweine und Katzen erbeuteten außerdem Küken und Eier. Ein weiteres Gefährdungspotential sind illegale Abschüsse und generell die Störung durch den Menschen sowie die Nahrungsaufnahme an Teilen von vergifteten Kaninchen. Zwar vernichten Buschfeuer viele Gelege, andererseits erbeuten die Trappen am Beginn eines Brandes viele flüchtende Kleintiere am Rande der Feuerwalze. Nach einem Buschfeuer kehren sie bald zurück und finden reichlich Nahrung an toten Tieren.
Obwohl unter Schutz stehend, wird die Wammentrappe nach wie vor von indigenen Völkern gefangen, denen bekannt ist, dass die Vögel eine Vorliebe für die Früchte der Kapernart Capparis nummularia  haben. Diese Vorliebe wird dergestalt ausgenutzt, dass die Jäger Grubenfallen um den Kapernbusch herum graben und dann in der Nähe warten, um die Vögel zu fangen, wenn sie erscheinen.